# Симабара (княжество)

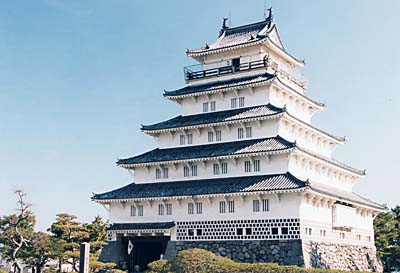
Замок Симабара

Княжество Симабара (яп. 島原藩 Симабара-хан) — феодальное княжество (хан) в Японии периода Эдо (1600—1871), в провинции Хидзэн региона Сайкайдо на острове Кюсю (современная префектура Нагасаки).

## Краткая история
Административный центр княжества: замок Симабара (современный город Симабара, префектура Нагасаки. До 1616 года — замок Хиноэ (современный город Минамисимабара, префектура Нагасаки). Другое название — Хиноэ-хан (日野江藩).
Доход хана:
- 1600—1668 годы — 40 000 коку риса
- 1669—1749 годы — 65 000 коку
- 1749—1774 годы — 77 000 коку риса
- 1774—1871 годы — 65 000 коку

Княжество Симабара было образовано в 1600 году. В 1600—1614 годах хан управлялся родом Арима, который принадлежал к тодзама-даймё и имел статус правителя замка (城主). Первым правителем Симабара-хана стал Арима Харунобу (1567—1612). В 1612 году Арима Харунобу, впавший в немилость, был казнен по приказу сёгуна. Ему наследовал старший сын Арима Наодзуми (1586—1641). В 1614 году он был переведен в Нобэока-хан (провинция Хюга) с доходом 53 000 коку. В 1614—1616 годах Симабара-хан находился под прямым управлением сёгуната Токугава.
В 1616—1638 годах княжество управлялось родом Мацукура, который был переведен туда из Годзо-хана в провинции Ямато. Род Мацукура принадлежала к тодзама-даймё и имел статус правителя замка (城主). Первым правителем хана стал Мацукура Сигэмаса (1574—1630), бывший владелец Годзо-хана. В 1630 году ему наследовал старший сын Мацукура Кацуиэ (1597—1638). Его тираническое правление привело к крупному крестьянскому восстанию на Симабаре (1637—1638).
В 1638—1668 годах Симабара-хан принадлежал роду Корики, который был переведен из Хамамацу-хана в провинции Тотоми. Этот род принадлежал к фундай-даймё и имел статус правителя замка (城主). Первым правителем княжества стал Корики Тадафуса (1586—1656). В 1655 году ему наследовал старший сын Корики Таканага (1605—1677). В 1668 году за плохое управление он был отстранен от власти и отправлен в ссылку в Сендай (провинция Муцу).
В 1669—1749 годах княжеством владел род Мацудайра (ветвь Фукодзу — 深溝松平家), который был переведен из Фукутияма-хана в провинции Тамба. Род Мацудайра, находившийся в родстве с династией Токугава, принадлежал к фудай-даймё и имел статус правителя замка (城主). Главы рода имели право находиться в императорском зале сёгунов. Первым владетелем Симабара-хана был назначен Мацудайра Тадафуса (1619—1700), старший сын и преемник Мацудайры Тадатоси (1582—1632), правителя Ёсида-хана. 5-й даймё Мацудайра Тадамаса (1737—1801) в 1749 году был переведен из Симабара-хана в Уцуномия-хан (провинция Симоцукэ).
В 1749—1774 годах княжеством управлял род Тода, который был туда переведен из Уцуномия-хана в провинции Симоцукэ, принадлежал фудай-даймё и имел статус правителя замка (城主). Главы рода имели право находиться в императорском зале сёгунов. Первым правителем стал в 1749 году Тода Тадамицу (1730—1781), в 1754 году передавший власть в хане своему приемному сыну Тоде Тадато (1739—1801). В 1774 году Тода Тадато переведен в Уцуномия-хан.
В 1774—1871 годах Симабара-ханом вторично управлял род Мацудайра ветви Фукодзу (深溝松平家), который был переведен из Уцуномия-хана в провинции Симоцукэ. Этот род принадлежал к фудай-даймё и мел статус правителя замка (城主). Главы рода имели право присутствовать в императорском зале сёгуна.
Симабара-хан был ликвидирован в 1871 году.

## Правители княжества
- Род Арима, 1600—1614 (тодзама-даймё)

| № | Имя            | Имя      | Годы правления | Годы жизни  | Примечания                          |
| - | -------------- | -------- | -------------- | ----------- | ----------------------------------- |
| 1 | Арима Харунобу | 有馬晴信 | 1600 — 1612    | 1567 — 1612 | Второй сын и преемник Арима Ёсисада |
| 2 | Арима Наодзуми | 有馬直純 | 1612 — 1614    | 1586 — 1641 | Старший сын Арима Харунобу          |

- Род Мацукура, 1616—1638 (тодзама-даймё)

| № | Имя               | Имя       | Годы правления | Годы жизни  | Примечания                               |
| - | ----------------- | --------- | -------------- | ----------- | ---------------------------------------- |
| 1 | Мацукура Сигэмаса | 松倉 重政 | 1616 — 1630    | 1574 — 1630 | Старший сын Мацукура Сигэнобу            |
| 2 | Мацукура Кацуиэ   | 松倉 勝家 | 1630 — 1638    | 1597 — 1638 | Старший сын и преемник Мацукура Сигэмаса |

- Род Мацукура, 1638—1668 (фудай-даймё)

| № | Имя             | Имя            | Годы правления | Годы жизни  | Примечания                             |
| - | --------------- | -------------- | -------------- | ----------- | -------------------------------------- |
| 1 | Корики Тадафуса | 高力忠房       | 1638 — 1655    | 1584 — 1656 | Старший сын Корики Масанага            |
| 2 | Корики Таканага | 高力高長(隆長) | 1655 — 1668    | 1605 — 1677 | Старший сын и преемник Корики Тадафуса |

- Род Мацудайра (ветвь Фукодзу)
, 1669—1749 (фудай-даймё)

| № | Имя                | Имя      | Годы правления | Годы жизни  | Примечания                                |
| - | ------------------ | -------- | -------------- | ----------- | ----------------------------------------- |
| 1 | Мацудайра Тадафуса | 松平忠房 | 1669 — 1698    | 1619 — 1700 | Старший сын и преемник Мацудайры Тадатоси |
| 2 | Мацудайра Тадакацу | 松平忠雄 | 1698 — 1735    | 1673 — 1736 | Приемный сын Мацудайры Тадафусы           |
| 3 | Мацудайра Тадами   | 松平忠俔 | 1735 — 1738    | 1712 — 1738 | Приемный сын Мацудайры Тадакацу           |
| 4 | Мацудайра Тадатоки | 松平忠刻 | 1738 — 1749    | 1716 — 1749 | Приемный сын Мацудайры Тадами             |
| 5 | Мацудайра Тадамаса | 松平忠祗 | 1749           | 1737 — 1801 | Старший сын и преемник Мацудайры Тадатоки |

- Род Тода, 1749—1774 (фудай-даймё)

| № | Имя           | Имя       | Годы правления | Годы жизни  | Примечания                |
| - | ------------- | --------- | -------------- | ----------- | ------------------------- |
| 1 | Тода Тадамицу | 戸田忠盈  | 1749 — 1754    | 1730 — 1781 | Третий сын Тада Тадами    |
| 2 | Тода Тадато   | 戸田 忠寛 | 1754 — 1774    | 1739 — 1801 | Четвертый сын Тода Тадами |

- Род Мацудайра (ветвь Фукодзу), 1774—1871 (фудай-даймё)

| № | Имя                 | Имя      | Годы правления | Годы жизни       | Примечания                                                                     |
| - | ------------------- | -------- | -------------- | ---------------- | ------------------------------------------------------------------------------ |
| 1 | Мацудайра Тадахиро  | 松平忠恕 | 1774 — 1792    | 1740/1742 — 1792 | Второй сын Мацудайры Тадатоки                                                  |
| 2 | Мацудайра Тадаёри   | 松平忠馮 | 1792 — 1819    | 1771 — 1819      | Шестой сын и преемник Мацудайры Тадахиро                                       |
| 3 | Мацудайра Тадаёси   | 松平忠侯 | 1819 — 1840    | 1799 — 1840      | Четвертый сын Мацудайры Тадаёри                                                |
| 4 | Мацудайра Таданари  | 松平忠誠 | 1840 — 1847    | 1824 — 1847      | Второй сын Мацудайры Тадаёси                                                   |
| 5 | Мацудайра Тадакиё   | 松平忠精 | 1847 — 1859    | 1832 — 1859      | Четвертый сын Мацудайры Тадаёси                                                |
| 6 | Мацудайра Тадаацу   | 松平忠淳 | 1859 — 1860    | 1841 — 1860      | Сын Датэ Мунэтады, приемный сын Мацудайры Тадакиё                              |
| 7 | Мацудайра Тадатика  | 松平忠愛 | 1860 — 1862    | 1845 — 1862      | Сын Мацудайры Тадаацу и внук Мацудайры Тадаёси, приемный сын Мацудайры Тадаацу |
| 8 | Мацудайра Тадакадзу | 松平忠和 | 1862 — 1871    | 1851 — 1917      | Шестнадцатый сын Токугава Нариаки, приемный сын Мацудайры Тадатики             |